# Disputa territorial de Gibraltar

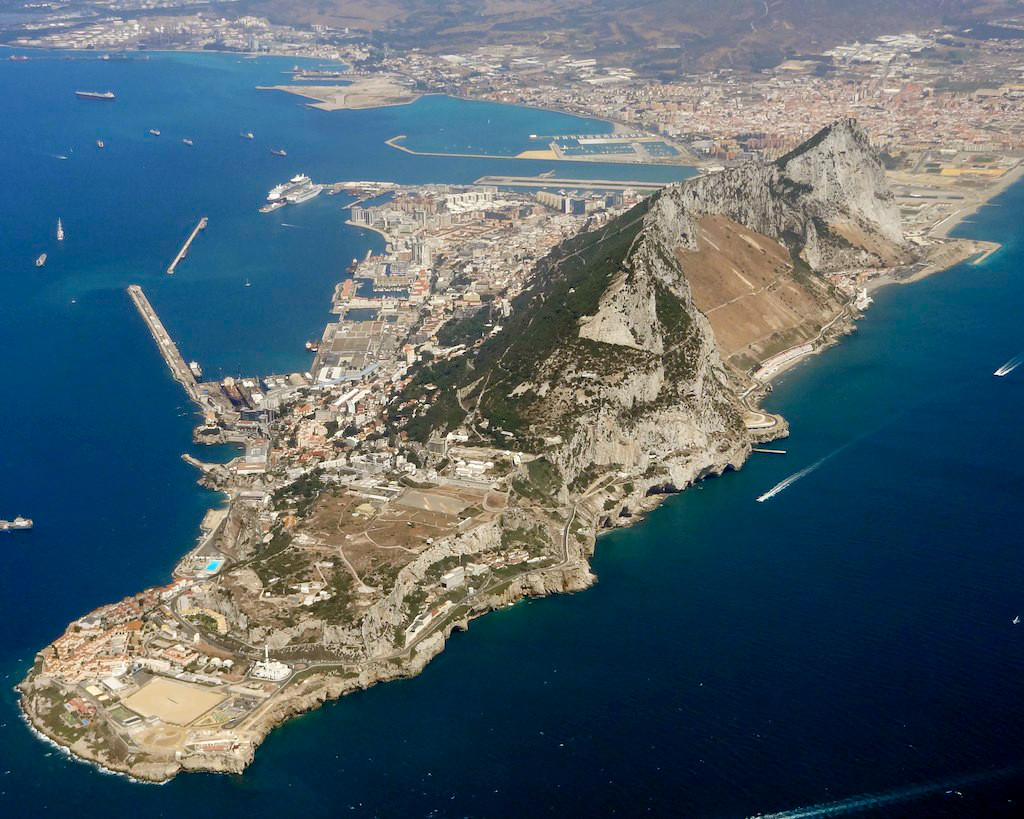
Vista aérea del peñón de Gibraltar.

Existe un litigio por la península e istmo de Gibraltar, actualmente denominado territorio británico de ultramar, situado al extremo sur de la península ibérica. El territorio limita con el ayuntamiento español de La Línea de la Concepción, municipio perteneciente a España, país que reclama la retrocesión del territorio. 
Gibraltar es un territorio no autónomo según la definición que le atribuye la Organización de las Naciones Unidas (ONU) en su apartado "Naciones Unidas y descolonización". La ciudad es administrada por el Gobierno del Reino Unido, que tiene transferidas muchas competencias al Gobierno de Gibraltar, elegido en comicios censitarios por los ciudadanos británicos del territorio.
Durante la guerra de sucesión española (1701-1714), se firmó un tratado de paz entre los Países Bajos, el Reino de Gran Bretaña y España, llamado tratado de Utrecht en 1713. En este tratado se acordaba que, a cambio de la paz internacional, España cedería el territorio que entonces ocupaba Gibraltar (mucho más pequeño que el actual) y Menorca al Imperio británico de acuerdo con el artículo X del tratado de Utrecht. Los posteriores acuerdos fueron confirmados en París y Sevilla.[cita requerida] Años más tarde, los españoles trataron de recuperar la colonia sin éxito, en contra de lo firmado en el Tratado de Paz de Utrecht, ya fuera mediante uso militar en el siglo XVIII o reclamando el territorio por vías pacíficas, tras construir búnkeres en la zona colindante, en el siglo XX.
Los gibraltareños, por su parte, rechazan cualquier medida de presión política para volver a formar parte de España. En 1967 y 2002 el Gobierno de Gibraltar celebró un referéndum en el que la casi totalidad de la población rechazó la soberanía compartida entre los gobiernos español y británico y expresó su voluntad de seguir siendo un territorio británico de ultramar, después de haberse alcanzado un preacuerdo a nivel bilateral entre ambos Estados que resolvía la disputa territorial. El Gobierno de Reino Unido, tras la celebración de la consulta legal, declaró que jamás hubiera llegado a un acuerdo de soberanía sin la voluntad "del pueblo y del Gobierno de Gibraltar".

## Historia de la disputa

### La toma de Gibraltar y el Tratado de Utrecht
Una fuerza anglo-neerlandesa dirigida por el almirante Sir George Rooke, capturó Gibraltar en 1704 en nombre del archiduque Carlos, pretendiente al trono español. El territorio conquistado en aquel momento (que no coincide con las fronteras actuales de Gibraltar) fue finalmente cedido a Gran Bretaña por España en el artículo X del Tratado de Utrecht de 1713 en el marco de la liquidación de la guerra de sucesión española. En este tratado, España cedió a Gran Bretaña "la plena y entera propiedad de la ciudad y castillo de Gibraltar, juntamente con su puerto, defensas y fortalezas que le pertenecen, dando la dicha propiedad absolutamente para que la tenga y goce con entero derecho y para siempre, sin excepción ni impedimento alguno". Si la Corona británica alguna vez desea abandonar Gibraltar, una cláusula de reversión sostiene que el territorio primero será ofrecido a España, pudiendo ser ofrecido a un tercero después: "Si en algún tiempo a la Corona de la Gran Bretaña le pareciere conveniente dar, vender, enajenar de cualquier modo la propiedad de la dicha Ciudad de Gibraltar, se ha convenido y concordado por este Tratado que se dará a la Corona de España la primera acción antes que a otros para redimirla".
Sin embargo, el Tratado establece "que la dicha propiedad se ceda a la Gran Bretaña sin jurisdicción alguna territorial y sin comunicación alguna abierta con el país circunvecino por parte de tierra" (aunque hay controversia sobre si el término "sin jurisdicción alguna territorial" se refiere a la jurisdicción territorial sobre Gibraltar, o sobre la tierra de alrededor) y que ningún comercio terrestre entre Gibraltar y España va a tener lugar, a excepción de las disposiciones de emergencia en caso de que Gibraltar no puede ser reabastecida por mar.

### La extensión de la colonia de Gibraltar

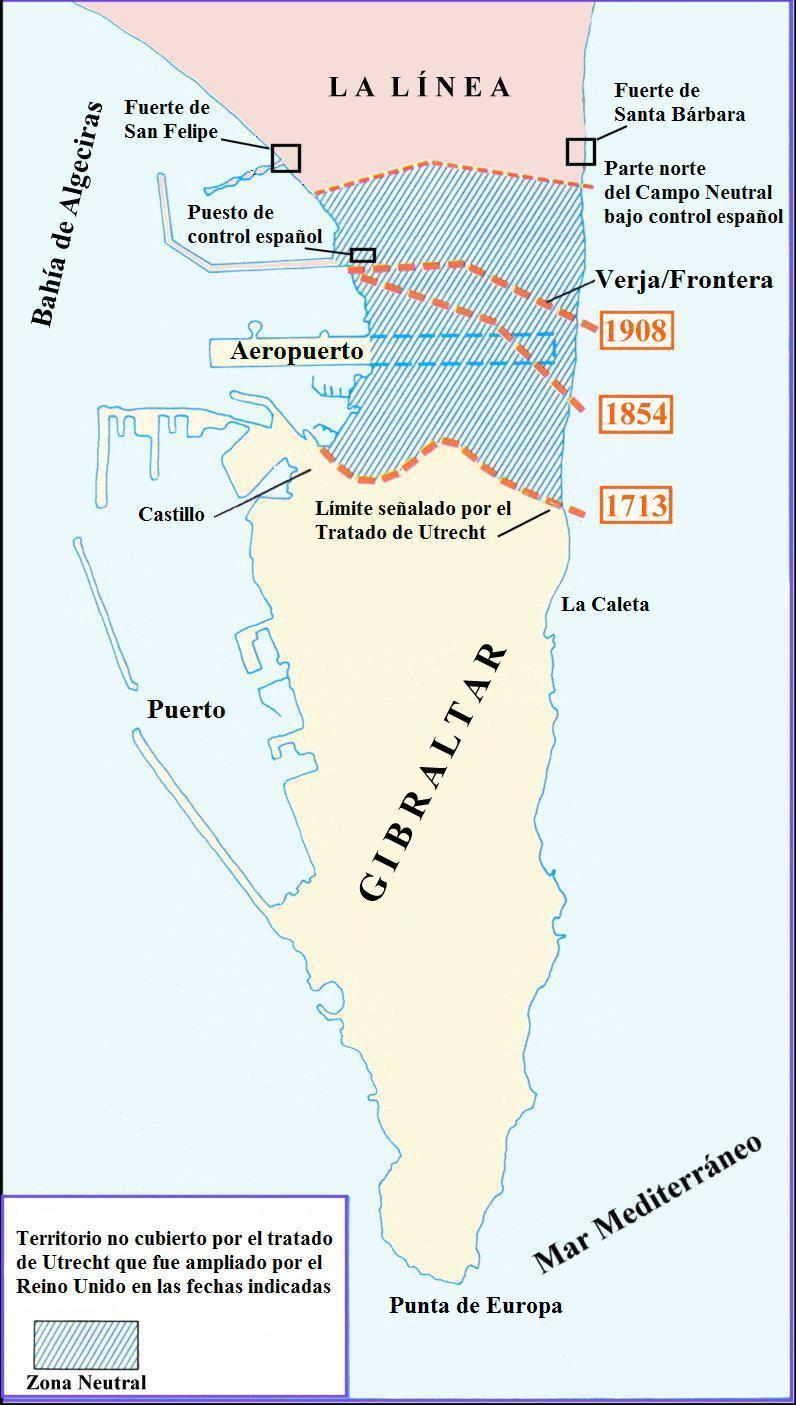
Mapa del istmo entre España y Gibraltar. En azul, el territorio considerado como neutral, actualmente ocupado por ambos países. En línea discontinua gruesa, la fortificación original de Gibraltar (1713) y las levantadas por el Ejército británico (1854 y la actual de 1908).

A pesar de que la cesión de Gibraltar quedaba limitada a la Ciudad y Castillo, juntamente con su puerto, defensas y fortalezas, el Reino Unido procedió con prontitud a ocupar una extensión territorial más allá de lo acordado en Utrecht. Así, en 1714, sólo un año después de la firma del Tratado, los ingleses ocuparon los edificios de la Torre del Diablo y el Molino y, en 1723, el territorio situado al alcance del tiro de los cañones; esto último efectuado en virtud de un supuesto derecho de defensa. La construcción por parte de España de los fuertes de Santa Bárbara y San Felipe a ambos lados del Istmo (y la línea defensiva que los unía: la línea de Gibraltar) originó la conocida como zona neutral que se extendía desde los citados fuertes hasta los límites del Peñón. A partir de aquel momento comenzó a consolidarse la presencia británica en la mitad de la zona neutral a una distancia de una bala de cañón, lo normal hasta finales del siglo XIX;.
Posteriormente, la expansión napoleónica por Europa hizo necesaria la alianza hispano-británica para contener a las tropas francesas. Por tal alianza, el 10 de enero de 1810, los ingenieros militares británicos del Peñón destruyeron, a petición de España, los fuertes edificados por los españoles para evitar que fueran utilizados por el ejército francés para asaltar Gibraltar. Todo esto, junto con la débil posición de España en el escenario internacional del siglo XIX, posibilitó la ampliación de los límites legales de Gibraltar. En 1815 y 1845 España permitió, por razones humanitarias, nuevos asentamientos británicos más allá de lo pactado en el Tratado de Utrecht. Dos epidemias de fiebre amarilla sensibilizaron a los españoles posibilitando que los británicos instalaran campamentos sanitarios fuera de la ciudad de Gibraltar, al norte del Peñón y en pleno Istmo. Tras las epidemias, los británicos afianzaron ilegalmente su posición sobre la parte del Istmo ocupada. De esta manera se quejaba el embajador de España en Londres, Sr Comyn, al secretario de Estado británico para los Negocios Extranjeros, Conde de Russell, al comprobar que tras las epidemias los británicos seguían allí:

En el año 1854, con motivo de la epidemia que reinaba en Andalucía las autoridades de Gibraltar hicieron construir una especie de población con barracas de madera y edificios ligeros fuera de las murallas, a fin de alojar a parte de los habitantes de la Plaza y a la tropa, estableciendo puestos para guardias y una línea de garitas para centinelas. Terminada la epidemia, se deshicieron algunas barracas, pero se conservaron los cuerpos de guardia, las garitas y un caserío de madera distante de nuestra línea como unas seiscientas varas, y esta nueva población se ha convertido ahora en un verdadero campamento, ocupado constantemente por un Regimiento de la guarnición de la Plaza. Sensible es que en 1854 se permitiese a la guarnición de Gibraltar alojarse fuera del recinto de sus murallas, invadiendo el Terreno Neutral y usurpando el que le estaba vedado por los Tratados vigentes; pero esta condescendencia, hija únicamente de un sentimiento filantrópico, no puede de manera alguna invocarse como un asentimiento de parte de España a la ocupación permanente del Terreno llamado Neutral, por las fuerzas británicas; y, habiendo desaparecido las circunstancias que la motivaron, es evidente que las cosas debieron volver al estado que tenían antes que una razón de humanidad autorizase a introducir en ellas las alteraciones indicadas.

El istmo en 1928, antes de la construcción del aeródromo.

Los límites territoriales de estos asentamientos ilegales fueron confirmados en agosto de 1908 con la construcción de la verja, por parte del Reino Unido. En 1933, los británicos decidieron construir una pista de aterrizaje que fue posteriormente ampliada, en 1938, cuando España estaba en plena Guerra Civil. Los británicos confirmaron públicamente, el 12 de julio de 1966, su soberanía sobre el Istmo, aunque no será hasta 1981 cuando los británicos, en una nota al Ministerio de Exteriores español, reconocen que el Istmo es objeto de controversia, pero el territorio del Istmo no fue transferido jamás por acuerdo alguno. En 1941, se llevaron a cabo nuevas obras en el aeródromo llegando definitivamente a penetrar en las aguas de la bahía y violando de nuevo espacios de soberanía española, abriéndose así una nueva controversia sobre los límites marítimos del Peñón.

### Evolución de la disputa desde la Segunda Guerra Mundial
Durante la década de 1960, el Gobierno de España, por mediación del dictador Francisco Franco, exigió la soberanía de la colonia, la cual ha sido objeto de disputa durante los sucesivos gobiernos. El Gobierno insistió en que la disputa es completamente bilateral y que los que moran la colonia no son más que colonos ingleses. Este principio apareció reflejado en la resolución del Comité de Descolonización de la ONU. [cita requerida] Sin embargo estas declaraciones fueron consideradas por el Gobierno de Gibraltar de "interés partidista" y en contra de "la voluntad del pueblo". Con la adopción de la Constitución de Gibraltar de 1969, después del Referéndum sobre la soberanía de Gibraltar de 1967, el régimen franquista cerró su frontera con Gibraltar, situación  que perduraría hasta 1985.
Gibraltar se incluyó como territorio especial de la UE cuando el Reino Unido se unió a la entonces llamada CEE en 1973; España ingresó en la CEE en 1986 - sustituye a las restricciones, puesto que en la CEE estaba comprometida la libre circulación de bienes y servicios.
En 2000, los diputados del Parlamento de Gibraltar firmaron una declaración política de unidad en el que afirmaron que: "En esencia de la declaración consensuada, se declara que la población de Gibraltar jamás verá comprometido su derecho de soberanía ni de autodeterminación; Gibraltar solo busca tener buenas relaciones a nivel europeo con España y que Gibraltar será de sus ciudadanos y no una exigencia para que España pida a los británicos que les entregue el territorio".
En 2002 se anunció un principio de acuerdo para compartir la soberanía de Gibraltar entre los Gobiernos del Reino Unido y España. Ante tal propuesta, se produjo una fuerte campaña en contra por parte del Gobierno de Gibraltar y de la población del  Peñón que culminó en un rechazo absoluto en un referéndum convocado por el Gobierno del territorio. Desde entonces, el Reino Unido se niega a dialogar sobre la soberanía sin el consentimiento del Gobierno del Peñón.
Con la llegada al Gobierno del PSOE en 2004, la posición adoptada por España fue más moderada y en diciembre de 2005, los Gobiernos español y británico y el Gobierno de Gibraltar acordaron iniciar un proceso trilateral y llegar así a un acuerdo a tres bandas, y que cualquier decisión debía satisfacer a todos. En 2006, el [entonces] Ministro principal de Gibraltar, Pedro Caruana se dirigió ante el Comité de Descolonización y declaró: "Es bien conocido, documentado y aceptado por todos, que desde 1988 los gibraltareños han rechazado la Declaración de Bruselas y que jamás la aceptarán". Por otra parte, el Gobierno de Gibraltar en pleno declaró que "nadie puede ir en contra de los intereses de la gente al mismo tiempo que otros ignoran sus deseos y derechos democráticos".[cita requerida] Tras reunirse en Málaga y Mallorca (España) y en Faro (Portugal), el Ministro de Exteriores Miguel Ángel Moratinos visitó Gibraltar en 2009 por primera vez desde la ocupación militar de la colonia, aunque no se llegó a hablar del tratado de soberanía. Desde el 31 de diciembre de 2020, España y el Reino Unido llegaron a un acuerdo fronterizo de doble llave, en manos de gibraltareños y españoles. El 4 de enero de 2021, ambos países negociaron otro acuerdo de cooperación militar tras el Brexit.

## Posiciones divergentes
Tanto los británicos como los gobiernos de Gibraltar afirman que Gibraltar ha sido efectivamente descolonizado. Por otro lado, Gibraltar es el único territorio del continente europeo que permanece en la lista de territorios no autónomos de las Naciones Unidas y España se opone a cualquier intento de eliminarla de esta lista.

### Posición española
Desde la captura de Gibraltar en 1704, España ha intentado recuperarla por medios militares y diplomáticos.  A diferencia de Menorca, isla recuperada por España en 1782, que, como Gibraltar, formaba parte de las ocupaciones británicas incluidas en el Tratado de Utrecht, en el siglo XVIII hubo tres asedios fallidos en Gibraltar (en 1704, en 1727 y el Gran Asedio, entre 1779 y 1783). La opinión de algunos autores británicos es que la decadencia española y la preeminencia mundial británica durante el siglo XIX hicieron impensable la recuperación.
La demanda fue reactivada durante los años 1950 y sobre todo durante la década de 1960 por el dictador español Francisco Franco. Tras la posterior instauración de la democracia en España, la reclamación del territorio por medios pacíficos sigue siendo la política de los sucesivos gobiernos españoles.
La posición tradicional española se basa en que Gibraltar fue tomada en el contexto de una disputa dinástica española y reclama a Reino Unido la soberanía sobre la península entera. También insiste en que la cesión en el Tratado de Utrecht de 1713 no incluía el istmo con el aeropuerto y las aguas territoriales. España cita el principio de la integridad territorial, de acuerdo con la Resolución 1514 (XV) de la Asamblea General de las Naciones Unidas, que dice que "todo intento encaminado a quebrantar total o parcialmente la unidad nacional y la integridad territorial de un país es incompatible con los propósitos y principios de la Carta de las Naciones Unidas".
Durante la década de 1960, la Asamblea General de la ONU aprobó dos resoluciones sobre el tema: 2231 (XXI), "Cuestión de Gibraltar" y 2353 (XXII), "Cuestión de Gibraltar", que exigen un diálogo entre el Reino Unido y España para terminar con la situación colonial teniendo en cuenta los intereses de los gibraltareños.
Asimismo, el Comité de Descolonización de la ONU también integró a Gibraltar en la lista de «territorios no autónomos» pendientes de descolonización. En dicha lista figuraron otros territorios británicos coloniales como Hong Kong (hoy integrado en la República Popular China, el Estado que reclamaba la soberanía de la colonia) donde no se produjo el referéndum con el que el Reino Unido justifica el enclave colonial de Gibraltar, sino que se produjo la devolución que España exige para sí. Gibraltar permanece en dicha lista, razón por la que las Naciones Unidas no han reconocido ninguno de los dos referendos de autodeterminación celebrados en la colonia.

### Posición británica
Pese a que el Tratado de Utrecht dejaba bajo soberanía española las tierras (sobre las cuales está construido el aeropuerto de Gibraltar) y el conjunto de las aguas territoriales que de facto controla la colonia y por ende la metrópoli británica, Reino Unido señala que Gibraltar fue cedido por España mediante el Tratado de Utrecht de 1713, dándole "la plena y entera propiedad de la ciudad y castillos de Gibraltar, juntamente con su puerto, defensas y fortalezas que le pertenecen, dando la dicha propiedad absolutamente para que la tenga y goce con entero derecho y para siempre, sin excepción ni impedimento alguno”. Además cita la longevidad de la ocupación y sostiene que el principio de la integridad territorial de Naciones Unidas, según la Resolución 1514 (XV), no anula el principio de la libre determinación. En la misma resolución dice: " Todos los pueblos tienen el derecho de libre determinación. En virtud de este derecho establecen libremente su condición política ...". Chris Grocott, profesor de historia económica en la Universidad de Leicester, afirma que "Gibraltar es mucho más grande de lo que era en 1713. La pista de aterrizaje y las viviendas en la zona oeste están construidas sobre terrenos ganados al mar y el Tratado no dice nada sobre terrenos ganados al mar o aguas territoriales".
En su declaración al Parlamento del Reino Unido, Comité de Asuntos Exteriores en 2008, Jim Murphy MP, Ministro de Estado para Europa, declaró: El Gobierno del Reino Unido nunca llegará a un acuerdo sobre la soberanía sin el acuerdo del Gobierno de Gibraltar y de su gente. De hecho, nosotros ni siquiera entraremos en un proceso sin ese acuerdo. La palabra "no" manda un compromiso sustancial y claro y se ha utilizado con un propósito. Hemos entregado el mensaje de confianza a los pueblos y los gobiernos de Gibraltar y España. Es un signo de la madurez de nuestra relación ahora que eso se acepta como la posición del Reino Unido.
Por otra parte, el Gobierno británico ha descartado tanto la independencia de Gibraltar como su integración en el Reino Unido. En cuanto a la independencia, que se refiere al Tratado de Utrecht que, según el punto de vista británico, se requeriría el consentimiento español: "Voy a señalar que, en opinión del Gobierno de Su Majestad, el derecho a la autodeterminación de Gibraltar no está limitado por el Tratado de Utrecht, excepto en la medida en que el artículo X da a España el derecho de preferencia si Gran Bretaña renuncia a la soberanía. Así, la independencia sólo sería una opción con el consentimiento español".
La opción de integración fue rechazada el 26 de junio de 1976, cuando el gobierno británico emitió el Memorando Hattersley rechazando la integración con el fin de: "evitar las innovaciones que podrían resultar en la prolongación de las restricciones fronterizas impuestas por España".

### Posición de Gibraltar
Los gibraltareños sostienen que las reclamaciones españolas son infundadas al interpretar, en contra de las resoluciones de la ONU que descartan de reconocimiento a los referendos promovidos por Gibraltar y el Reino Unido, que es aplicable al enclave el derecho a la libre determinación de todos los pueblos, garantizado y consagrado por las Naciones Unidas, de acuerdo con la Carta de las Naciones Unidas. En su artículo 1 establece que "Los Propósitos de las Naciones Unidas son ... para desarrollar las relaciones de amistad entre las naciones, basadas en el respeto al principio de igualdad de derechos y libre determinación de los pueblos".
En la misma sección 2 de la Resolución 1514 (XV) establece que: "Todos los pueblos tienen el derecho a la libre determinación, en virtud de ese derecho determinan libremente su condición política y proveen asimismo a su desarrollo económico, social y cultural".
Por otra parte, la resolución 2231 (XXI) de la misma recuerda y exige la aplicación de la Resolución 1514 (XV) (que garantiza el derecho de Gibraltar a la libre determinación), por lo que la reclamación española por su integridad territorial (que no se verían afectados por la descolonización de Gibraltar) no se puede desplazar o extinguir los derechos del pueblo de Gibraltar en la resolución 1514 (XV) y en la Carta.[cita requerida] Desde este punto de vista, todo derecho adicional que España podría reclamar en virtud de la cláusula de reversión, que figura en el Tratado de Utrecht, es revocada y anulada en virtud del artículo 103 de la Carta de la ONU:[cita requerida] "En caso de conflicto entre las obligaciones contraídas por los Miembros de las Naciones Unidas en virtud de la presente Carta y sus obligaciones contraídas en virtud de cualquier otro convenio internacional, sus obligaciones en virtud de la presente Carta prevalecerán".
Finalmente, se argumenta que no hay de hecho ningún principio de Derecho Internacional de las Naciones Unidas o de la doctrina que puede desplazar el derecho inalienable a la libre determinación.[cita requerida] En este sentido, en 2008, el 4.º comité de la ONU rechazó la afirmación de que una disputa de la soberanía afectara a la libre determinación, afirmando que es un derecho humano básico.
El Gobierno de Gibraltar ha aducido también que Gibraltar es un territorio británico y por lo tanto, por definición, no es una parte integral de cualquier otro estado, lo que significa que la integridad territorial de España no puede ser afectada por cualquier cosa que ocurre en Gibraltar: "Incluso si la integración de un territorio fuera demandada por un Estado interesado no podría existir sin la determinación de la voluntad libremente expresada de los pueblos, el sine qua non de toda la descolonización".[cita requerida]
En un referéndum celebrado en Gibraltar en septiembre de 2002, los votantes gibraltareños rechazaron la soberanía española, incluso parcial.
En declaraciones al Parlamento, Comisión de Asuntos Exteriores del Reino Unido, marzo de 2008, Peter Caruana, Ministro Principal de Gibraltar señaló: España no discute que Gibraltar es propiamente, en la ley, un territorio británico. Por lo tanto, esto no es tierra en disputa. Ella tiene una reclamación política a la devolución de la soberanía de Gibraltar, pero no cuestiona el hecho de que en el derecho internacional vigente, cedió la soberanía a Gran Bretaña a perpetuidad y por lo tanto no se discute si es territorio soberano británico.
Los gibraltareños parecen seguir desconfiando de España a pesar de la mejora de las relaciones.

## Propuestas de resolución del conflicto
La primera propuesta formal para lograr la devolución de Gibraltar a España se realizó el 18 de mayo de 1966 por el ministro español de Asuntos Exteriores, Fernando Castiella. La propuesta consta de tres cláusulas:
1. "La cancelación del Tratado de Utrecht y la posterior devolución de Gibraltar a España".
2. "La suspensión de la base británica en Gibraltar; su utilización estará sujeta a un acuerdo anglo-español específico".
3. "A un Estatuto de Personal de los gibraltareños, con la garantía de las Naciones Unidas; la protección de sus intereses culturales, sociales y económicos en Gibraltar o en cualquier otro lugar de España, incluida la nacionalidad británica. Una adecuada fórmula administrativa debe ser también acordada".

La propuesta fue rechazada por el Gobierno británico y por los gibraltareños, que mayoritariamente votaron para permanecer bajo la soberanía británica en un referéndum celebrado en 1967.
No se logró más éxito para las reclamaciones españolas durante los cuarenta años siguientes. En vista de ello, la posición española parece haberse suavizado, siendo reorientada hacia alguna forma de arreglo temporal o permanente para lograr la soberanía conjunta, que ha sido propuesta por España y discutida con el Gobierno del Reino Unido. Dicha propuesta fue presentada por el ministro español de Asuntos Exteriores, Fernando Morán, en 1985. Los detalles de la propuesta no se hicieron públicos, pero la información publicada mostró una oferta para un tratado con el Reino Unido con el fin de "reintegrar" Gibraltar con España, mientras se preservaba el modo de vida gibraltareño. Se mantendrían su nacionalidad británica, así como de sus derechos políticos y laborales existentes, el autogobierno y las instituciones. Morán propuso que un condominio o un arreglo posterior debían ser acordados, en el período de 15 o 20 años. Esta propuesta no fue rechazada formalmente por Douglas Hurd, Secretario de Relaciones Exteriores británico de entonces, hasta 1993.
En 1997 una segunda propuesta fue hecha por el ministro español de Asuntos Exteriores, Abel Matutes, previendo un período de cien años de soberanía conjunta antes de la transferencia definitiva a España. Un esquema similar, aunque con una soberanía conjunta de duración indefinida, se acordó provisionalmente entre los gobiernos de José María Aznar y Tony Blair en la primavera de 2002, tras conversaciones entre los ministros de Exteriores español y británico, Josep Piqué y Jack Straw, pero fue abandonado, después de la oposición sostenida por los gibraltareños que incluso convocaron un referéndum sobre la soberanía de Gibraltar, de 2002.
En 2013, a los 300 años de la cesión del peñón, el Real Instituto Elcano hizo una reflexión analítica sobre Gibraltar tomando en cuenta el derecho internacional y el tratado de Utrecht. Según el artículo X del tratado, España nunca cedió la jurisdicción territorial, sino que la ciudad (junto con sus fuertes y puerto) pasaba a ser propiedad de la Corona británica. Cuando en el año 2006 Reino Unido otorgó una nueva constitución a Gibraltar asegurándole un estado de autogobierno, Reino Unido enajenó su propiedad a los habitantes del peñón, incumpliendo la condición del tratado de Utrecht que establecía que España sería la primera a la que se lo ofrecería la redención del territorio. El artículo concluye su análisis de la siguiente manera:
«En el caso de que el gobierno español estime que tal razonamiento está fundado y crea conveniente reclamar una retrocesión de Gibraltar utilizando la cláusula final del artículo X del Tratado de Utrecht, dicha postura jurídica no alteraría inmediatamente la situación práctica en Gibraltar. En cambio, tal decisión modificaría las posiciones negociadoras y obligaría al Reino Unido a dar una respuesta a su cambio de régimen jurídico y al hecho de que la enajenación de Gibraltar supone una retrocesión»
Esta ha sido una de las propuestas de solución al conflicto por parte del instituto: reclamar la soberanía española mediante el derecho internacional Gibraltar. Pero en el contexto del Brexit en 2016 el Partido Socialista ha preferido otras políticas más benévolas y permisivas con la intención de ganar una mayor aceptación por parte de los gibraltareños y su adaptación en su entorno andaluz. Estas medidas aperturistas ya se venían aplicando desde 1985 cuando, sin reconocer la soberanía británica, el Gobierno español decidió abrir el acceso por tierra  «con el fin de favorecer los intercambios y avanzar en las negociaciones para la retrocesión. Sin embargo, el resultado de la apertura ha sido más bien un reforzamiento del estatuto político y de la economía de Gibraltar en contra de lo que perseguía España».

## El istmo
El territorio de Gibraltar contiene una sección del istmo que une el Peñón de 800 metros (2.625 pies) con la España peninsular, aunque se argumenta por parte de España que el istmo nunca fue cedido por España, sino que fue ocupado gradualmente de facto por Gibraltar.
El crecimiento de Gibraltar en el istmo comenzó con la construcción de dos fuertes en el extremo norte del territorio cedido. En 1815, Gibraltar sufrió una fiebre amarilla epidémica. Esto dio lugar a una concesión española para que un campamento médico temporal pudiera ser construido en el istmo. Después de que la plaga hubo terminado, Gibraltar no eliminó el campamento. En 1854, una nueva epidemia provocó más campos de la salud, adquiriendo Gibraltar otros 800 metros. La ocupación del istmo culminó en 1938 con la construcción del aeropuerto durante la guerra civil española.

## Aguas territoriales

Mapa que explica la disputa sobre la soberanía marítimas de las aguas anexas al Peñón, y el lugar del lanzamiento de bloques en 2013.

Aunque el Tratado de Utrecht cedió únicamente las aguas del puerto, y la propiedad del peñón (sin ceder su espacio aéreo), en la práctica el gobierno británico hace uso de las aguas colindantes con el peñón como si fuesen parte de su espacio marítimo. En la primera mitad del siglo XVIII, el concepto de las 3 millas náuticas (5,6 km) en todo el mar territorial soberano surgió y fue finalmente adoptado por la mayoría de los países como base de la jurisdicción marítima, hasta que la Convención de las Naciones Unidas sobre el Derecho del Mar de 1982, que entró en vigor en 1995, estableció un nuevo estándar de 12 millas náuticas (22 km). Las aguas que Gibraltar reclama actualmente se extienden hasta las 3 millas náuticas. España incluyó una declaración, cuyo contenido fue rechazado por el Reino Unido. Según el ministro principal de Gibraltar, Peter Caruana, "España suscribió este tratado, sin hacer reserva alguna en relación con la cuestión de Gibraltar. El derecho internacional hace que la negativa de España en las aguas territoriales de Gibraltar completamente insostenible en derecho".
La declaración española al ratificar la convención fue:
2. Al ratificar la convención, España quiere dar a conocer que este acto no puede ser interpretado como el reconocimiento de los derechos o de su estatuto con respecto al espacio marítimo de Gibraltar que no están incluidos en el artículo 10 del Tratado de Utrecht de 13 de julio 1713 celebrado entre las Coronas de España y Gran Bretaña. Por otra parte, España no considera que la Resolución III de la Tercera Conferencia de las Naciones Unidas sobre el Derecho del Mar, es aplicable a la colonia de Gibraltar, que está sujeto a un proceso de descolonización en el que sólo las resoluciones pertinentes aprobadas por la Asamblea General de las Naciones Unidas son aplicables.
La declaración británica al ratificar la convención fue:
Con respecto al punto 2 de la declaración hecha al ratificar la Convención por el Gobierno de España, el Gobierno del Reino Unido no tiene ninguna duda acerca de la soberanía del Reino Unido sobre Gibraltar, incluidas sus aguas territoriales. El Gobierno del Reino Unido, como autoridad administradora de Gibraltar, hace extensible la adhesión del Reino Unido al convenio y la ratificación del convenio a Gibraltar. El Gobierno del Reino Unido, por lo tanto, rechaza el punto 2 de la declaración española por carecer de fundamento.
El artículo 310 de la Convención de 1982 establece que "las declaraciones no pueden excluir o modificar los efectos jurídicos de las disposiciones de la convención" en su aplicación.
La disputa sobre las aguas territoriales, que reavivó el conflicto pesquero entre ambos países, parece llegar a ser más importante con el descubrimiento de una fragata española con tesoros, la Fragata "Nuestra Señora de las Mercedes", y la controversia del proyecto del Cisne Negro que finalmente falló a favor del Reino español por la justicia de los EE. UU. Preguntas sobre las aguas previamente se les ha pedido en la Cámara de los Comunes, y respondió de la siguiente manera:
Según el derecho internacional, los Estados tienen el derecho, pero no es obligatorio, para extender su mar territorial hasta un alcance máximo de 12 millas náuticas. Cuando las costas de dos Estados sean adyacentes o situadas frente, la regla general es que no tiene derecho, salvo acuerdo en contrario, a extender su mar territorial más allá de la línea media. El Gobierno del Reino Unido considera que un límite de tres millas náuticas es suficiente en el caso de Gibraltar.
El Gobierno de Gibraltar por su parte, sostiene que no existe una necesidad económica o social por más de tres millas náuticas de las aguas territoriales.
A finales de 2008, la Comisión Europea incluyó la mayor parte de las aguas territoriales que rodean Gibraltar bajo un área de conservación marina conocida como el "Estrecho Oriental", que será mantenida por España.

## Economía
El Gobierno español sostiene que los sistemas fiscales de Gibraltar dañan la economía española. En enero de 2005, el comisario europeo de Competencia pidió al Reino Unido (responsable de las relaciones exteriores de Gibraltar) abolir el régimen de sociedades exentas de impuestos de Gibraltar a finales de 2010 (a más tardar), sobre la base de que constituye una ayuda estatal ilegal que podría falsear la competencia. A diferencia de otros paraísos fiscales como Andorra, Gibraltar no ha firmado un acuerdo mutuo con España para el intercambio de información fiscal, si bien dicho acuerdo ha sido ofrecido por el Gobierno de Gibraltar, pero España se ha negado a aceptarlo porque no considera Gibraltar su contraparte diplomática.
Otra preocupación es que cada día miles de españoles cruzan la frontera para comprar productos a precios más baratos en Gibraltar debido a los tipos de cambio y la ausencia de IVA, lo que beneficia a la economía de Gibraltar en lugar de a la de España.
El gobierno español quiere aumentar el intercambio de información fiscal con el fin de evitar que los bancos de Gibraltar se utilicen para la evasión de impuestos y el lavado de dinero. La Cámara de los Comunes del Reino Unido, Comité Selecto de Asuntos Exteriores, ha ordenado una investigación que determinó que Gibraltar siempre ha cumplido con todos los requisitos de la UE e internacionales para evitar ese tipo de actividad.[cita requerida]
Conocido como un centro financiero internacional, Gibraltar estuvo entre 35 jurisdicciones identificadas por la Organización para la Cooperación y el Desarrollo Económico (OCDE) como un paraíso fiscal en junio de 2000. Como resultado de haber hecho un compromiso en conformidad con 2001 Informe de la OCDE sobre el Proyecto de la OCDE sobre prácticas fiscales perniciosas, Gibraltar no fue incluido en la lista de paraísos fiscales no cooperativos de la OCDE. Sin embargo, en su informe sobre la marcha en abril de 2009, la OCDE enumera a Gibraltar en la lista de jurisdicciones que, si bien el compromiso, no había "implementado sustancialmente", sin embargo los estándares impositivos acordados internacionalmente. A raíz de la firma de Gibraltar de otros 12 Acuerdos de Intercambio de Información Tributaria, a partir de octubre de 2009, con las jurisdicciones, incluyendo el Reino Unido, EE. UU. y Alemania, Gibraltar fue incluida en la "lista blanca" de la OCDE, y ahora se considera una jurisdicción que ha implementado sustancialmente los estándares impositivos. Por lo tanto, comparte la misma condición que los Estados miembros de la OCDE, como el Reino Unido, EE. UU., España o Alemania.
Junto con la isla de Man y Chipre, Gibraltar ha sido utilizado como centro de las finanzas internacionales por los conglomerados rusos Yukos / Menatep.

## Importancia militar
El control militar del estrecho de Gibraltar ha sido históricamente el uso más importante de Gibraltar, utilizado por Gran Bretaña para defender sus rutas comerciales hacia Oriente. El almirante británico lord Fisher dijo que Gibraltar era una de las cinco llaves que cierran el mundo, junto con Dover, Alejandría, Cabo de Buena Esperanza y Singapur, las cuales antes eran controladas por Gran Bretaña. Gibraltar ha sido útil para el Reino Unido para mantener su posición como potencia mundial.
Su valor militar hoy día ha disminuido mucho con el final de la Guerra Fría. Sin embargo por el Estrecho sigue circulando la cuarta parte del tráfico marítimo mundial en volumen creciente y no cabe concebir que desaparezca o decrezca en el futuro. Ejercer el control del tráfico marítimo de la zona seguiría teniendo importancia porque las situaciones de crisis son imprevisibles, nadie puede garantizar que no se vayan a producir en cualquier momento de forma que incidan en el libre uso de esas restringidas aguas con graves repercusiones en el comercio mundial y, en particular, en los países mediterráneos. El goloso objetivo permanece.
El control del estrecho es de vital importancia para la OTAN. La tarea de controlar el estrecho se ha asignado tradicionalmente por la OTAN al Reino Unido, pero los recientes avances que España ha hecho en sus fuerzas armadas y bases en la zona, han hecho a la OTAN reconsiderar su postura. Sin embargo, las tensas relaciones que España tenía con el gobierno de Estados Unidos bajo George W. Bush y la amistad especial de los EE. UU. con el Reino Unido, han causado que la OTAN tome una posición más favorable hacia el Reino Unido y Marruecos por el control del estrecho.
Para España, el aspecto militar de Gibraltar no es muy importante, aparte de negar ventajas para el Reino Unido, ya que tiene otras bases más amplias en Algeciras, Tarifa, Cádiz o Rota para controlar el estrecho. Su importancia para España es obtener la mayoría de las reclamaciones de la integridad territorial y la influencia económica que Gibraltar tiene como paraíso fiscal.